# 欧洲E43公路
欧洲E43公路（E43）是欧洲的一条国际公路，起点为德国维尔茨堡，经过奥地利，终点为瑞士贝林佐纳，全长约530公里。

## 线路
欧洲E43公路穿过以下主要城市：
- 德国：维尔茨堡 - 乌尔姆 - 林道
- 奥地利：布雷根茨
- 瑞士：聖馬格雷滕 - 布克斯 - 库尔 - 圣伯纳迪诺（英语：San Bernardino, Switzerland） - 贝林佐纳